# درناو
درناو (به آلمانی: Dernau) یک شهر در آلمان است که در اهرویلر واقع شده‌است. درناو ۱٬۸۶۰ نفر جمعیت دارد.